# Los Caballeros del Zodiaco: Alma de Soldados
Los Caballeros del Zodiaco: Alma de Soldados, también conocido como Saint Seiya: Soldiers' Soul (聖闘士星矢 ソルジャーズ・ソウル Seinto Seiya Sorujāzu Sōru?), es un videojuego desarrollado por Dimps y Bandai Namco la diversión que presenta los personajes y la historia del manga y anime Saint Seiya de Masami Kurumada. Anunciado el 12 de abril de 2015 y lanzado el 25 de setiembre de 2015 para PlayStation 3 y PlayStation 4 en Japón y Europa, y el 6 de octubre en América del Norte. El juego sirve como una versión actualizada de Saint Seiya: Soldados Valientes, de 2013.

## Jugabilidad
De manera similar al título anterior, Alma de Soldados es un juego de lucha en 3D, mantiene todas las características de su predecesor y estos también han sido realzados. La versiones de PC y PS4 correrán a 1080p 60fps con mejores gráficos y texturas, mientras que en la versión de PS3 correrá en 720p 30fps con gráficos ligeramente más bajos.
En cuanto al sistema de combate, el productor de juego Ryo Mito declaró que este ha sido mejorado al añadir más combos de aire, al incrementar la velocidad del juego y por dar todos los personajes un proyectil nuevo llamado "Fotón", el cual varía en su efecto dependiendo del personaje. El "Cosmo Gauge" (Medidor de Cosmo) se recarga mucho más rápido ahora, sus barras han sido removidas y la barra del Despertar del Séptimo Sentido ya no es parte del Cosmo Gauge, en cambio, está ahora en su propio medidor y una vez lleno, el jugador puede o entrar en el modo Séptimo Sentido y/o ejecutar su especial ataque Big Bang.
Los ataques Big Bang ahora tienen mejores efectos y animaciones y BBAs que tenían una repentina disminución de brillo en el juego anterior ha sido corregido. Además de eso, muchos personajes ahora tendrán más que solo un BBA y en vez de ser restringidos a un traje concreto de algún personaje, los jugadores ahora serán libres para escoger uno antes de cada enfrentamiento. Son también ahora más fáciles de aterrizar y son conectables con combos.
Otra característica mejorada es el hecho de que varios trajes del mismo personaje ya no serán tratados como personajes separados; en cambio, serán ahora trajes alternativos y puede ser escogido con anterioridad a una lucha. Hay, aun así, algunos atuendos que todavía tiene que ser asignado a una ranura separada en la pantalla de selección, debido a habiendo un ABB exclusivo.
Uno de los rasgos más innovadores es que el juego presenta los doblajes de español latinoamericano y portugués brasileño, empleados por las voces originales de la serie clásica. Según Ryo Mito, estuvieron añadidos debido a la cantidad enorme de sugerencias en el juego anterior.
Una característica clave de Alma de Soldados es que será el primer videojuego de Caballeros del Zodíaco que incluirá el Arco de Asgard y que también incluirá a los Santos de Bronce y Oro portando sus Armaduras Divinas.

## Trama
Soldiers' Soul incluye dos modos historia diferentes:
El primero se llama “Leyenda del Cosmo,” el cual narra desde la saga de las 12 Casas hasta la saga de Hades. Es muy similar al presentado en Soldados Valientes, pero en vez de contar con imágenes en 2D, Soldiers' Soul cuenta con cinemáticas completamente en 3D y también recrea varias escenas de la serie, desde la muerte de Cassius hasta la ejecución de la Exclamación de Athena, incluyendo momentos con NPCs, como Kiki y Freya.
El otro modo de historia se llama “Batalla de Oro,” en que el 12 caballeros de oro pueden usar sus armaduras divinas para jugar una breve, pero diferente historia con cada uno. Muchas batallas de estilo ¿y qué tal si? tienen lugar, como Dohko de Libra vs. Alberich, Saga de Géminis vs. Kanon Y Aioros de Sagitario vs. Seiya.

## Recepción
Alma de Soldados recibió críticas mixtas, con una puntuación agregada de 60 % en Megacritic. Famitsu, una popular revista japonesa de videojuegos, dio el juego una puntuación total de 30/40.
Eurogamer Italia dio el juego una puntuación de 7/10, diciendo que "Saint Seiya: Alma de Soldados es el clásico más de lo mismo, con un grupo de caracteristas y elementos nuevos añadidos a los contenidos del juego anterior. El sistema de combate es divertido y entreteniendo, pero la carencia de cualquier clase del equilibrio entre los luchadores puede arruinar la experiencia global."
IGN España también lo dio un 7/10, diciendo que "Dimps no ha entregado una vez más. Podrían haber hecho mucho más fuera del universo de Saint Seiya".